# Norops kemptoni
Norops kemptoni är en ödleart som beskrevs av  Dunn 1940. Norops kemptoni ingår i släktet Norops och familjen Polychrotidae. Inga underarter finns listade i Catalogue of Life.